# Návrat Růžového pantera
Návrat Růžového pantera je komediální film z roku 1975 a třetí film ze série Růžový panter. Ve filmu se objevuje Peter Sellers, který se vrací do role inspektora Clouseaua poprvé od filmu Výstřel v temnotách (1964) poté, co odmítl opakovat roli ve filmu Inspektor Clouseau (1968). Film se stal komerčním hitem a oživil do té doby spící seriál a s ním i kariéru Petera Sellerse.
Herbert Lom si zopakoval roli vrchního inspektora Charlese Dreyfuse z Výstřelu v temnotách; i poté zůstal stálým hercem filmové série. Postavu sira Charlese Littona, proslulého Fantoma, nyní hraje Christopher Plummer a nikoli David Niven, který tuto roli hrál ve filmu Růžový panter (1963) a nebyl k dispozici. Ústřední roli v ději opět hraje diamant Růžový panter.

## Obsah filmu
Ve fiktivní zemi Lugash se tajemný zloděj zmocní diamantu Růžový panter a zanechá po sobě bílou rukavici s vyšitým zlatým "P". Lugašský šáh, kterému opět chybí národní poklad, požádá o pomoc inspektora Clouseaua (Peter Sellers) ze Sûreté, protože Clouseau diamant získal zpět při jeho poslední krádeži (ve filmu Růžový panter). Clouseau byl svým šéfem, vrchním inspektorem Charlesem Dreyfusem (Herbert Lom), který jím pohrdá až k posedlosti, dočasně degradován na pochůzkáře, ale francouzská vláda Dreyfuse donutí, aby ho znovu jmenoval. Clouseau tuto zprávu radostně přijme a náležitě odjede do Lugaše, ale ne dříve, než odrazí nečekaný útok svého sluhy Cata (Burt Kwouk), který to měl nařízeno, aby inspektora udržel v napětí.
Po ohledání místa činu v národním muzeu - při němž kvůli své obvyklé nešikovnosti rozbije několik neocenitelných starožitností - dojde Clouseau k závěru, že rukavice usvědčuje ze zlodějství sira Charlese Littona (Christopher Plummer) alias "proslulého Fantoma". Po několika katastrofálních neúspěších při obhlídce Littonova panství v Nice se Clouseau domnívá, že se ho pokouší zabít tajemný vrah. Vydává se za manželkou sira Charlese, lady Claudine Littonovou (Catherine Schellová), do švýcarského hotelu Gstaad Palace, aby našel stopy k místu pobytu jejího manžela, a opakovaně zmaří vyšetřování.
Mezitím se siru Charlesovi jeho žena posmívá kvůli krádeži a uvědomí si, že to na něj někdo hodil. Po příjezdu do Lugaše, aby očistil své jméno, se sir Charles jen stěží vyhne vraždě a je poslán na lugašskou tajnou policii svým spolupracovníkem známým jako "Tlusťoch" (Eric Pohlmann), který mu vysvětlí, že po smrti hlavního podezřelého už tajná policie nebude mít záminku k pokračování čistek svých politických nepřátel. Při útěku do svého apartmá na Littona čeká plukovník tajné policie Sharki (Peter Arne), který naznačuje, že Tlusťochovo chápání je správné, ale připomíná mu, že diamant musí být nakonec získán zpět. Sir Charles předstírá spolupráci, ale nedokáže skrýt svou reakci, když na bezpečnostním záznamu muzea pozná tvář. Vyhne se dalšímu spiknutí Tlusťocha a jeho obojetného podřízeného Pepiho (Graham Stark) a unikne z Lugashe, tajně pronásledován Sharkim, který věří, že ho sir Charles dovede k diamantu.
V Gstaadu Clouseau, který stále sleduje lady Claudine, náhle dostane od Dreyfuse telefonický rozkaz, aby ji zatkl v jejím hotelovém pokoji. Když však Clouseau zavolá zpět, aby si příkaz ujasnil, dozví se, že Dreyfus je na dovolené. Sir Charles, který si mezitím objednal soukromý let z Lugaše, přijíždí do hotelu a jako první konfrontuje svou ženu. Lady Claudine přiznává, že šperk ukradla, aby v jejich životě vyvolala vzrušení. Objeví se plukovník Sharki, ale právě když se chystá oba zabít, vtrhne dovnitř inspektor Clouseau. Sir Charles Clouseauovi vše vysvětlí a Sharki se je chystá všechny tři zabít. Dreyfus však Clouseaua sleduje a stojí před hotelovým pokojem s puškou - Dreyfus je ve skutečnosti "tajemný vrah", který se celou dobu snaží Clouseaua zabít - a právě když Dreyfus na Clouseaua vystřelí, inspektor se přikrčí, aby zkontroloval, zda má rozepnutý poklopec, a střela místo něj zabije Sharkiho. Ostatní tři se kryjí, zatímco Dreyfus, šíleně rozzuřený svým posledním neúspěchem zabít Clouseaua, zuří tak dlouho, dokud není zatčen.
Za opětovné získání Růžového pantera je Clouseau povýšen na vrchního inspektora, zatímco sir Charles pokračuje ve své kariéře zloděje šperků. V japonské restauraci v epilogu Cato nečekaně znovu zaútočí na Clouseaua a vyvolá masivní rvačku, která zničí celý podnik. Dreyfus je za své činy zavřen do blázince, kde je ve vypolstrované cele spoután svěrací kazajkou a přísahá Clouseauovi pomstu. Film končí, když Růžový panter (v kreslené podobě) vstoupí do Dreyfusovy cely a natočí ho, jak píše na zeď "Konec".

## Produkce
Na začátku 70. let napsal Blake Edwards 15-20stránkový náčrt dalšího filmu o Růžovém panterovi a předložil ho producentovi seriálu Walteru Mirischovi. Producentovi se nápad líbil, ale distributor a hlavní sponzor série, společnost United Artists, film odmítla, protože neměla zájem o spolupráci s Edwardsem ani Peterem Sellersem, jejichž kariéra upadala.
Britský producent Lew Grade souhlasil s financováním dvou filmů pro Blakea Edwardse jako součást dohody, která měla zajistit, aby se Edwardsova manželka Julie Andrewsová objevila v jeho televizním speciálu. Prvním filmem bylo Tamarindové semínko. Edwards chtěl natočit projekt odehrávající se v Kanadě s názvem Rachel and the Stranger, ale Gradeovi se tento nápad nelíbil a nabídl Edwardsovi, že ho z druhého závazku vykoupí. Edwards však chtěl natočit druhý film; aby pomohl obnovit svou pošramocenou pověst v Hollywoodu. Grade prý tehdy navrhl natočit nový film o Růžovém panterovi a Edwards souhlasil, pokud by s tím souhlasil i Sellers. Gradeovi se podařilo Sellerse přemluvit a projekt se rozběhl. Společnost UA souhlasila s tím, že Návrat Růžového pantera poskytne Gradeovi výměnou za celosvětovou distribuci a podíl na zisku; Gradeova společnost by poté trvale vlastnila celosvětová práva na film. Grade uvedl, že Eric Pleskow ze společnosti United Artists dostal nabídku, aby se na filmu podílel jako partner, ale odmítl, protože si myslel, že film bude finančně neúspěšný; chtěl, aby UA pouze distribuovala.
Richard Williams, pozdější režisér animovaných filmů Who Framed Roger Rabbit, vytvořil animované úvodní a závěrečné titulky pro tento snímek a The Pink Panther Strikes Again, a to díky DePatie-Frelengově práci na krátkých filmech o Růžovém panterovi a dalších kreslených projektech pro televizi a film. Williamsovi s animací pomáhali dva známí animátoři, Ken Harris a Art Babbitt.
Carol Clevelandová, známá především díky pravidelnému vystupování v Monty Pythonově létajícím cirkusu, má malou roli potápěčky v bazénu.
Soundtrackové album s hudbou Henryho Manciniho k filmu vydala společnost RCA Records. V březnu 1977 vyšla opožděně v nakladatelství Ballantine Books novelizace, kterou napsal spoluautor scénáře k filmu Frank Waldman (ISBN 0345251237).

## Kritika filmu

### Kritické přijetí
V deníku The New York Times Vincent Canby ohodnotil film kladně, když napsal: "Clouseau je velmi zvláštním slapstickovým triumfem pánů Sellerse a Edwardse". Variety jej označil za "další velmi zábavný film o věčném gumshoe bunglerovi, inspektorovi Clouseauovi. 'Návrat Růžového pantera' je v mnoha ohledech časovou kapslí, plnou brilantních vtípků a komediální nevinnosti." Gene Siskel z Chicago Tribune udělil filmu 2 hvězdičky ze 4, přičemž první Sellersovu scénu shledal vtipnou, ale po zbytek filmu "nejenže víme, kdy přijde každý vtip; víme přesně, jaký ten vtip bude". Charles Champlin z Los Angeles Times napsal, že film "podle mě nedosahuje úrovně toho, co bylo předtím. Jeho kalkulace ukazují a inspektor je jaksi příliš úplně šašek, chybí mu spásný patos, který si zřejmě pamatuji z předchozích dílů. Ale svým energickým a trefným způsobem je 'Návrat růžového pantera' veselým únikem od všech věcí, které nás trápí." Gary Arnold z deníku The Washington Post film označil za "často vtipný a celkově uspokojivý návrat Petera Sellerse do komické formy, který znovu ztvárnil roli nešťastného, ale zarputilého francouzského slídila". Penelope Gilliattová z The New Yorker napsala, že Sellers zde "pracuje ve své nejlepší formě".
Na serveru Rotten Tomatoes má film na základě 18 recenzí 89 % s průměrným hodnocením 6,7 z 10 možných.

### Výdělek
Film vydělal 41,8 milionu dolarů ve Spojených státech a Kanadě a 75 milionů dolarů celosvětově.